# 白鳥映雪
白鳥 映雪（しらとり えいせつ、1912年〈明治45年〉5月23日 - 2007年〈平成19年〉6月15日）は、日本の画家。本名は白鳥 九寿男（くすお、九壽男）。長野県北佐久郡大里村（現・小諸市）出身。日本画家の伊東深水に師事し、人物画を中心に制作。晩年、脳梗塞を患いながらも制作を続け、「不屈の画家」と呼ばれた。

## 生涯
1912年5月23日、長野県北佐久郡大里村（現・小諸市）滝原で農業を営む一家の長男として生まれる。生後、間もなくして母を失う。このとき母は23歳の若さであり、生前の写真は1枚も残っていない。1919年（大正8年）、小学校入学。1920年（大正9年）、父をも失う。当時の大里村立大里尋常小学校、現在の小諸市立水明小学校で伊東深水の美人画を目にし、母親の面影を見出したことで画家を志す。本来であれば農家の跡を継ぐところ、画家への夢は捨てられず、周囲が反対するなか1932年（昭和7年）に上京。水彩画家の丸山晩霞とは遠縁にあたり、彼の紹介で伊東深水の画塾へと入門。そこで美人画を学ぶ。新聞配達や露天商、歯科技工士といった仕事をしながら、夜間川端画学校や本郷洋画研究所に通いデッサンを学ぶという生活を送り、1939年（昭和14年）に「母と子」で日本画院展入選を果たす。

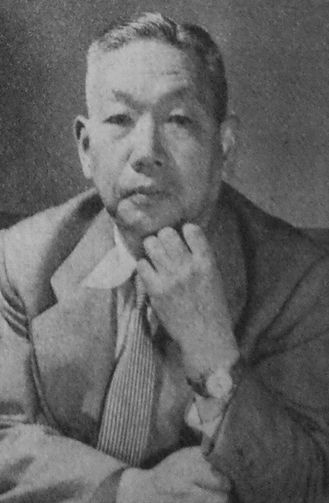
師・伊東深水（1954年頃）

報知新聞社委嘱特派員兼従軍画家として、1940年（昭和15年）から約1年のあいだ中国へと渡る。このときの戦争体験で強くした平和への願いは、その後の作品制作における一貫したテーマとなった。戦後、1943年（昭和18年）の「生家」では帰郷した軍人の安堵した表情を、1950年（昭和25年）の「立秋」では3人の女性がそれぞれ和・洋・中の出で立ちで平和にくつろぐ様を、1974年（昭和49年）の「追想（琉球ようどれ廟）」では沖縄戦で破壊された玉陵を描いた。1945年（昭和20年）から1949（昭和24年）の間、小諸で師匠・伊東深水の制作助手を務める。1972年（昭和47年）、深水亡きあと小諸に自身のアトリエを築き、同年の「掌」では仏像の要素を組み入れる。1980年（昭和55年）に長女を亡くし、一時画家を辞めることを考えるも、1981年（昭和56年）に鎮魂の意を込めて「やすらぎ」を制作。1986年（昭和61年）の「寂照」では愛知県名古屋市にある尼僧堂にて参禅した上で制作に臨み、絵画以外では日本舞踊「大仏開眼」などの舞台考証を手がける。1985年（昭和60年）、佐久市立近代美術館にて個展「日本画の歩み50年―白鳥映雪展」が開催された。

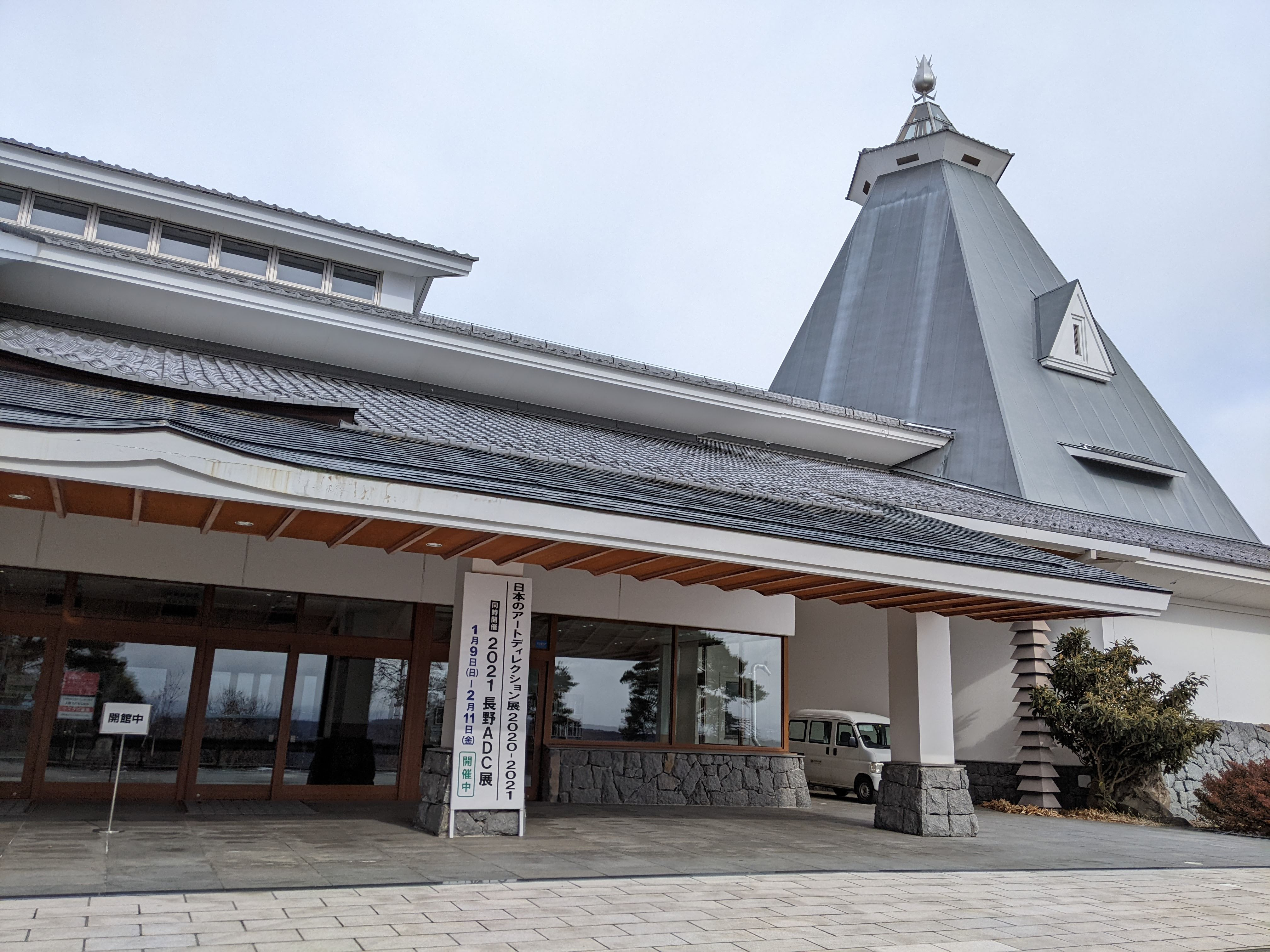
市立小諸高原美術館・白鳥映雪館

晩年は能楽をテーマに、1992年（平成4年）の「羽衣」、1993年（平成5年）の「菊慈童」（恩賜賞・日本芸術院賞）などを制作。作品が内閣総理大臣官邸（首相官邸）に飾られるほど、「日本画壇に揺るぎない地位」（引用）に就く。高度経済成長の影で失われゆく日本人のアイデンティティー、人生の神秘性の表現を能楽の幽玄さに求めた時期であった。1998年（平成10年）、市立小諸高原美術館・白鳥映雪館が建設され、小諸市名誉市民の称号が贈られる。この頃、映雪を取材した長野放送のディレクターは、会うたびにその若々しさに驚嘆したという。その秘訣は飲酒・喫煙を避け、食事・入浴に気を遣うという独自の健康法にあるとされるが、中には「いつも若く美しいモデルさんたちを目の前にして少年のように心をときめかせている」（引用）と見る人もいた。
しかし2003年（平成15年）、90歳にして脳梗塞を発症。動かなくなった右手に代わり、「下手でも人の心に残る絵を」（引用）と果敢にも左手での制作に挑戦。2004年（平成16年）に「霧の女」を日展出品した。
2007年6月15日、小諸市の病院で死去。享年95歳、死因は心筋梗塞であった。遺作「雨あがる」の制作の手は、亡くなる当日まで止まることはなかった。
弟子に同じく小諸市在住の日本画家であった渡辺幸子がいる。作品に「冬が来る前に」（日春展受賞、小諸看護専門学校の生徒がモデル）、「夏の日」（上田市立塩尻小学校職員玄関展示）がある。小諸高原美術館日本画教室の講師を約20年間務め、2021年（令和3年）8月に死去した。群馬県前橋市朝倉町にアトリエを構える日本画家・直原昌子（群馬銀行勤務）も1985年（昭和60年）から1994年（平成6年）にかけて映雪に師事している。

## 作品
- 「母と子」 - 1939年（昭和14年）制作。日本画院展入選[3]。
- 「生家」 - 1943年（昭和18年）制作。文展入賞。海軍士官であった実弟がモデル[6]。
- 「立秋」 - 1950年（昭和25年）制作。日展特選・白寿賞。東京・三越屋上の女性それぞれに和服・洋服・中国服を着せる。伊東深水が自身の後継者として映雪を選ぶ決め手となった作品とされる[6]。
- 「ボンゴ」 - 1957年（昭和32年）制作。日展特選・白寿賞。洋画の技法であった色面分割を使用した作品[6]。
- 「池畔」 - 1970年（昭和45年）制作。京都・随心院の池畔の舞妓を描いた作品[6]。
- 「琉球ようどれ廟」 - 1974年（昭和49年）制作。沖縄戦で破壊され、沖縄返還で修復、公開された廟に関する記事を目にした映雪が現地取材をもとに制作。平和への祈りを琉球王国王女に込める[6]。
- 「やすらぎ」 - 1981年（昭和56年）制作。前年に長女を失った悲しみと愛情、鎮魂の祈りを込める[6]。
- 「寂照」 - 1986年（昭和61年）制作。日展内閣総理大臣賞。出家すぐの尼僧と、その背景に金色の観音菩薩を描く[6]。
- 「舞妓」 - 1989年（平成元年）、長野冬季オリンピック招致活動の一環で国際オリンピック委員会 (IOC) 会長フアン・アントニオ・サマランチに贈呈[12]。
- 「羽衣」 - 1992年（平成4年）制作。首相官邸展示。能楽作品「羽衣」の世界を表現[6]。
- 「菊慈童」 - 1993年（平成5年）制作。日本芸術院恩賜賞、衆議院議長公邸展示。観世流能楽作品「菊慈童」の世界を表現[6]。
- 「十八の舞妓」 - 1998年（平成10年）制作。能面を持つ舞妓に母への思いを込める[6]。
- 「はるかな刻」 - 2001年（平成13年）制作。横笛を吹く和装の女性を描く[6]。
- 「幻影」 - 2002年（平成14年）制作。右手で描いた作品としては最後の代表作とされる。年老いた武将は映雪本人、背景の2人の女性は失った母と長女を思わせる[6]。
- 「霧の女」 - 2004年（平成16年）、左手にて制作[6]。
- 「さくらの乙女」  - 2004年（平成16年）、左手にて制作。日展[6]。
- 「桔梗」  - 2005年（平成17年）、左手にて制作。日展[6]。
- 「雨あがる」 - 2007年（平成19年）、左手にて制作。遺作[6]。

このほか、小学校4年生のとき詠んだ短歌が『少年倶楽部』誌に入選している。

## 所属・歴任・受章など
- 1957年（昭和32年） - 日月社総務部長[4]。
- 1965年（昭和40年） - 日展会員[3]。
- 1982年（昭和57年） - 日展評議員[3]。
- 1995年（平成7年） - 日展参事、勲四等旭日小綬章受章[12]。
- 1997年（平成9年） - 日本芸術院会員[3]。
- 1998年（平成10年）11月9日 - 小諸市名誉市民称号贈呈[4]。
- 2003年（平成15年） - 勲三等瑞宝章受章[4]。

## 刊行物
- 舟田均著、白鳥映雪監修『命再び不屈の画家』プラルト出版事業部[18]。
- 白鳥映雪著『祈り遥かに』信濃毎日新聞社[18]。
- 白鳥映雪事務所編集制作、白鳥映雪監修『図録・不屈の画家白鳥映雪』[18]。

## 映像作品
- 『命ある限り・日本画家白鳥映雪』 - NHK長野放送局制作、2004年（平成16年）放送[18]。
- 『幻の母を心に秘めて ～日本画家・白鳥映雪90歳～』 - 長野放送制作、2002年（平成14年）放送[18]。
- 『美を創造する日本の巨匠 日本画家 白鳥映雪』 - 日本芸術映像文化支援センター制作・著作、美術番組放送推進委員会協力[18]。
- 『命尽きるまで 不屈の画家 白鳥映雪』 - 信越放送制作、2006年（平成18年）放送[18]。